# إقليم اليمن
إقليم اليمن هو أحد أقاليم شبه الجزيرة العربية الجغرافية الخمسة الأساسية، وهو الجزء الجنوبي لشبه الجزيرة العربية ما بين خليج عمان شرقاً والبحر الأحمر غرباً.

## التسمية
وردت عدة نظريات حول خلفية تسمية اليمن بهذا الاسم. وأول النصوص المسندية المكتشفة حتى الآن التي تشير لهذا الاسم يعود للقرن الثالث الميلادي وجاءت بصيغة يمنت أو يمنة في كتابات الحِمْيَريين. كما أن العهد القديم ذكر مملكة سبأ كثيراً وأشار العهد الجديد إلى ملكة سبأ الأسطورية بـملكة تيمن. يهود اليمن يسمون بـتيمانيم بالعبرية وبلادهم تيمن وتعني الجنوب. في أيام الإمبراطورية الرومانية كانت البلاد تُعرف باسم العربية السعيدة في أدبيات الرومان والإغريق.
وفي الأدبيات العربية، اختلف اللسانيون وأهل الأخبار في تحديد معنى اليمن ولهم عدة نظريات بخصوص ذلك فقيل إنه مشتق من اليُمن أي البركة وهو نقيض الشؤم. وقيل كذلك إنه سمي باليمن لأنه يمين الكعبة. بسبب أن الجغرافيين المسلمين اعتبروا مكة نقطة استشراف في مخيلتهم. وقيل سمي نسبة إلى يمن بن قحطان. وقالوا إن قحطان أبو اليمن وقالوا كذلك إن قحطان هذا نفسه اسمه يمن. ومنهم من قال إن كل العرب كانوا بمكة فتيامن بنو يقطن في رواية وبنو يمن في رواية أخرى فسميت اليمن على ذلك.
ومثل هذا من مألوف عادة أهل الأخبار فالشواهد الأثرية والكتابات الكلاسيكية خرساء صامتة عن قحطان ومكة والكعبة. وقحطان هذا مأخوذ من الشخصية التوراتية يقطان الذي يذكر العهد القديم أنه والد سبأ وحضرموت. والرأي الغالب أنها أخذت من كلمة يمنت في نصوص المسند. ووفقًا لجغرافيي العصور الوسطى، اليمن إقليم من أقاليم الجزيرة العربية وهو الإقليم لما وراء تثليث ويبرين إلى صنعاء وما قاربها من مخاليف. وأقصى اليمن حضرموت ومركزها وقصبتها صنعاء.

## الجغرافيا
يُعد إقليم اليمن من أكثر الأقاليم خصوبة وذلك لتتنوع تضاريسه ما بين جبال وسهول وصحاري تكثر الجبال في الجزئين الغربي والشرقي منه وتكثر الصحاري والتلال في وسطه وتكثر السهول وخاصة البحرية منها في الجزء الشرقي منه.

## الحدود
يحد اقليم اليمن من الشمال اقليم الحجاز واليمامة ونجد، ومن الجنوب خليج عدن وبحر العرب، ومن الشرق خليج عمان، ومن الغرب البحر الأحمر.

وقال الحسن بن أحمد الهمداني صاحب صفة جزيرة العرب والإكليل:
| إقليم اليمن | سميت اليمن الخضراء لكثرة أشجارها وثمارها وزروعها والبحر مطيف بها من المشرق إلى الجنوب فراجعا إلى المغرب، يفصل بينها وبين باقي جزيرة العرب خطّ يأخذ من حدود عمان ويبرين إلى حد ما بين اليمن واليمامة فإلى حدود الهجيرة وتثليث وكشبة وجرش ومنحدرا في السراة إلى شعف عنز، وشعف الجبل: أعلاه، إلى تهامة إلى أم جحدم إلى البحر إلى جبل يقال له كرمل بالقرب من حمضة وذلك حد ما بين كنانة واليمن من بطن تهامة، وأما إحاطة البحر باليمن من ناحية دما، فطنوى فالجمحة فرأس الفرتك فأطراف جبال اليحمد فما سقط منها وانقاد إلى ناحية الشحر فالشحر فغبّ الخيس فغب العبب بطن من مهرة فغب القمر بطن من مهرة، بلفظ قمر السماء، فغب الغفار بطن من مهرة فالخيرج فالأشفار، وفي المنتصف من هذا الساحل شرقيّا بين عدن وعمان ويسوف، وقد ذكرت في مواضعها، ثم ينعطف البحر على اليمن مغربا وشمالا من عدن فيمر بساحل لحج وأبين وكثيب برامس وهو رباط وبسواحل بني مجيد من المندب فساحل العميرة فالعارة فإلى غلافقة ساحل زبيد فكمران فالعطية فالجردة إلى منفهق جابر، وهو رأس عزيز كثير الرياح حديدها، إلى الشّرجة ساحل بلد حكم فباحة جازان إلى ساحل عثر فرأس عثر، وهو كثير الموج، إلى ساحل حمضة، فهذا ما يحيط باليمن من البحر | إقليم اليمن |

وقال الأصمعي:
| إقليم اليمن | اليمن وما اشتمل عليه حدودها بين عمان إلى نجران ثم يلتوي على بحر العرب إلى عدن إلى الشّحر حتى يجتاز عمان فينقطع من بينونة، وبينونة: بين عمان والبحرين وليست بينونة من اليمن، وقيل: حدّ اليمن من وراء تثليث وما سامتها إلى صنعاء وما قاربها إلى حضرموت والشحر وعمان إلى عدن أبين وما يلي ذلك من التهائم والنجود، واليمن تجمع ذلك كله | إقليم اليمن |

ويُقسم إقليم اليمن إلى عدة أقاليم ومناطق فرعية هي:
- بلاد اليمن[24]

وهي الجزء الجنوبي الغربي من شبة الجزيرة العربية، طغى اسم اليمن على هذا الجزء تحديداً من إقليم اليمن لمجاورته إقليم الحجاز ولأن معظم سكانه كان احتكاكهم قوي بالعرب النزارية خصوصاً في مكة والحجاز فعُرف القادم من هذا الجزء باليمني والذاهب إليه بالذاهب إلى بلاد اليمن وبذلك غلب على هذه المنطقة اسم بلاد اليمن على عكس الأجزاء الأخرى من إقليم اليمن. يحدها من الشمال إقليم الحجاز ونجران ومن الشرق الشحر وحضرموت ومن الجنوب خليج عدن ومن الغرب البحر الأحمر.
- إقليم عمان[25]

وهو الجزء الجنوبي الشرقي من شبة الجزيرة العربية، يحدها من الشرق خليج عمان ومن الشمال الخليج العربي والربع الخالي ومن الجنوب بحر العرب ومن الغرب إقليم المهرة.
- حضرموت[21]

يحدها من الشرق المهرة ومن الشمال الربع الخالي ونجران ومن الجنوب إقليم المهرة والشحر ومن الغرب بلاد اليمن. 
- الشحر[21]

يحدها من الشرق إقليم المهرة ومن الشمال حضرموت ومن الجنوب خليج عدن ومن الغرب بلاد اليمن. 
- المهرة[21]

يحدها من الشرق عمان ومن الشمال الربع الخالي وحضرموت ومن الجنوب بحر العرب ومن الغرب الشحر وحضرموت. 
- نجران[25]

يحدها من الشرق الربع الخالي ومن الشمال نجد ومن الجنوب حضرموت وبلاد اليمن ومن الغرب إقليم الحجاز.

## التاريخ

### مملكة سبأ
في الفترة ما بين 1300 - 1000 قبل الميلاد نشأت مملكة سبأ، وكانت اتحادا ضم عدداً كبيراً من القبائل. ويُعرف انتماء القبيلة في نصوص خط المسند بعبارات دلالية من قبيل أبناء الإله إلمقه أو أبناء الإله عم و«سبأ وأشعبهمو» (سبأ وقبائلهم) وماشابهها من عبارات ساعدت الباحثين في تحديد انتماءات وأصول القبائل. استطاع عدد من المكاربة تشييد عدد من السدود الصغيرة لحفظ المياه والاستفادة من مياه الأمطار لري الأراضي، واكتشف عدد من الرسومات الفنية والنقوش المصورة لحيوانات في الغالب تعود إلى هذه الفترة ونقوش تشير إلى بناء وتشييد لمعابد، معبد اوام تحديدا، وذلك في القرن الثامن قبل الميلاد. أقام السبئيون علاقات تجارية مع الهند والآشوريين، واشتهروا بكونهم
تجار عطور وطيب وبخور وذهب وفضة وبهارات، وكلها عناصر مهمة للعالم القديم.
وشهد القرن السابع والسادس إصلاحات وتشييدا لأبراج وقلاع وحصون، وتحسين نظام الري وبناء عدد من السدود وإيصالها ببعضها البعض. واستخدمت الأحجار الكريمة مثل البلق لبناء الأبراج في تلك الفترة. كانت مملكة كندة القديمة التي تعاقب على دعمها أكثر من ملك في صنعاء ومأرب من يوفر الأمان للقوافل التجارية الخارجة من اليمن إلى العراق وفارس. وكانت مملكة ديدان تقوم بنفس الوظيفة ولكن للقوافل المتجهة نحو الشام ومصر ودول البحر الأبيض المتوسط وغيرها من الممالك المنتشرة على طول الطريق التجارية.

### مملكة قتبان

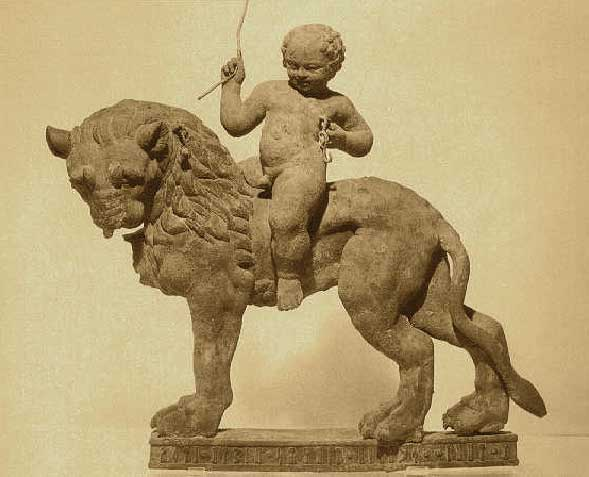
إحدى المنحوتات القديمة لمملكة قتبان.

مملكة قتبان هي أحد أقدم الممالك اليمنية نظام حكمها بدأ مشابها لسبأ إلا أن المعلومات المتوفرة عنها قليلة. وهناك اعتقاد أن الحميريين ورثة هذه المملكة.
ذكر المؤرخون بعد الإسلام عن قتبان وجعلوه شخصا وساقوا له نسبا ينتهي إلى  العرنج  والعرنج هذا هو اسم حمير الحقيقي على حد زعمهم. منازلهم كانت جنوب مواطن السبئيين وفي الأقسام الغربية المطلة على السواحل في اليمن حتى باب المندب.

### مملكة مَعْيَّن

أسوار مدينة براقش عاصمة مملكة معين.

لم يعرف عنها المؤرخون والنسابة شيئا يذكر، إلا أنها ذكرت في كتابات اليونان وذكر سترابو أن اسم عاصمتهم «قرنا» (قرناو) وأن الحضارم يحدونهم من الشرق والسبئيين والقتبانيين من الجنوب، وهي كلها تشير إلى محافظة الجوف حاليا وقد وصف سترابو هذه الممالك بالبلدان وأن عليها ملكا، وبها معابد وبيوت تشبه تلك عند المصريين. وجاء في كتابة بالجيزة تعود لأيام بطليموس الثاني عن وجود معيني في تلك المنطقة وكان وجوداً تجارياً إذ كانوا يزودون المعابد المصرية بالبخور.
اكتشف المستشرق جوزيف هاليفي كتابات كثيرة تتجاوز الألفي كتابة من تجوله كيهودي متسول في عاصمتهم القديمة. وقد عثر على كتابات للمعينين في منطقة الجوف السعودية (ليست محافظة الجوف اليمنية) وكتابات في الجيزة ويعتقد عدد من الباحثين أنهم المقصودين بلفظة «معينيم» في التوراة. ليس هناك اتفاق بين الباحثين حول منشئها وسقوطها فباحثي المدرسة الألمانية القديمة يرون أنهم أصبحوا بدواً وأعراباً في القرن الأول ق.م الميلاد مستشهدين بنصوص سبئية تشير إلى انتصارات عليهم، إلا أن كتابات اليونان في القرن الثاني للميلاد والتي تشير إلى المعينيين بأنهم «شعب عظيم» تعارض ذلك وتظهر أنهم بقوا على الحضارة فترة طويلة. يُعتقد أن أول ملك لمعين هو «إيل فع يثع» خلفه ملك هو «أبو كرب يشع» وعثر على اسمه في العلا في كتابة دونها رجل يدعى «أوس بن حيو» وكان أوس هذا كبير المنطقة حينها.

### مملكة أوسان
أو «أوسن» (الأوس) حسب كتابات خط المسند هي مملكة قديمة تقع أطلالها في جنوب اليمن كان تتبع مناطق حِمْيَر وقتبان ولكنها انفصلت عنها في ظروف غامضة، حيث جمعت حولها الأحلاف والقبائل وكونت كيان سياسي مستقل، وساعدها في ذلك ازدهارها الاقتصادي بسبب قربها من خليج عدن.
استمرت هذه الدولة في ازدهارها حتى اتسعت مطامع مملكة سبأ في أواخر عهود المكربيين، وقام بين الدولتين مناوشات تناوبت الانتصارات بين الطرفين، حتى عهد الحاكم السبئي الملك «كرب إيل وتر» أول من تلقب بلقب «ملك دولة سبأ» في حوالي القرن السابع ق.م، وقام هذا الملك بتدمير مدن أوسان واحتلالها لفترة طويلة.

### مملكة حمير

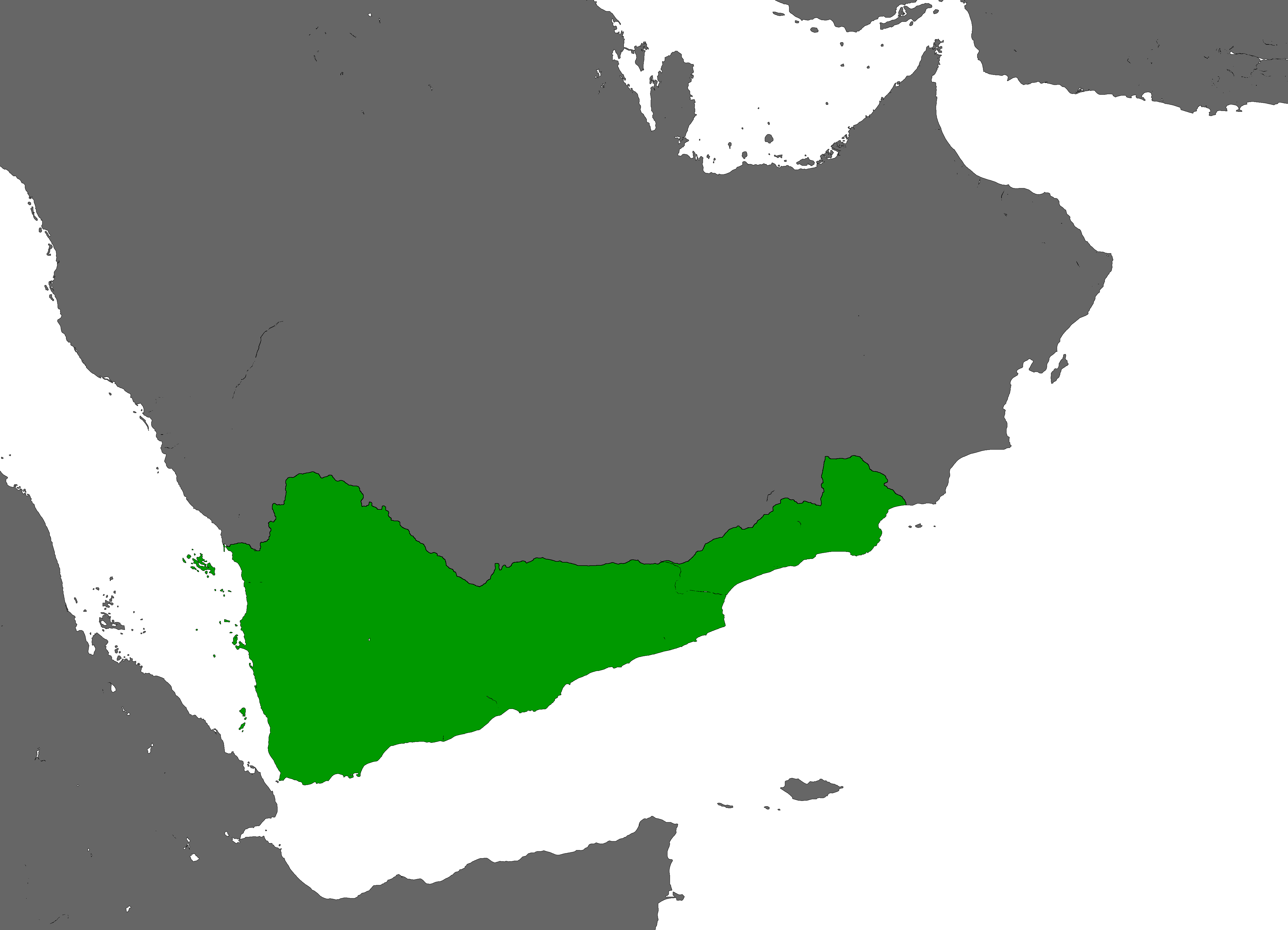
مملكة حمير في جنوب الجزيرة العربية.

بعد قرن ونصف من الاضطرابات، تمكن شمر يهرعش توحيد ممالك اليمن القديم وإخضاعها تحت حكم مملكة واحدة، ولا توجد دلائل أنه أبقى على بعض الأقيال لتحكم أراضيها ذاتيا كما كان يفعل المكاربة والملوك في عصور مضت. قام الحميريين بترميم سد مأرب وأنهوا النزاعات وأخضعوا القبائل من جديد فنعمت اليمن بعصر من الاستقرار مكن الحميريين من مواصلة سياسة أسلافهم. ورد اسم شمر يهرعش لثلاثة ملوك حميريين وهناك إجماع أن شمر يهرعش الثالث حكم مع والده ثم انفرد بالحكم. شمر يهرعش هو «شمر يرعش» في كتابات أهل الأخبار الذين اختلقوا الأساطير وراء هذه التسميات، إذ جعلوه معاصرا للملك سليمان وحاكما بعد بلقيس. هذه الأخبار الموضوعة تثبت أن الإخباريين واليمنيين منهم تحديدا كانوا على علم بماضي أجدادهم ولكنهم لم يستطيعوا قراءة رموز خط المسند واعتمدوا على قصص كبار السن والذاكرة الشعبية لتدوين هذا التاريخ. توفي شمر يهرعش عام 330 للميلاد حسب معظم التقديرات.

نقوش بخط المسند في "مأسل الجمح" في محافظة الدوادمي تحكي انتصارا حققه أسعد الكامل على المناذرة.

تولى الحكم بعد شمر عدد من الملوك واختلف الباحثون في ترتيبهم إلى أن ظهر ملك حميري يدعى أسعد الكامل. ورد في مسند الإمام أبي حنيفة النعمان أنه أول من ضرب الدينار. تولى الحكم عام 378 ميلادية. عثر على اسمه مدونا بخط المسند في موضع يقال له «مأسل الجمح» في محافظة الدوادمي السعودية حالياً. قد بني الحصن ليكون موقعا لقوات حميرية تحمي القوافل الخارجة من اليمن والعائدة إليه. وهو موقع مهم يصل اليمن بنجد وشرق الجزيرة العربية. عاش هذا الملك فترة طويلة فهو تولى الحكم قرابة 378 للميلاد إلى جانب والده حينها ويبدو أنه كان لايزال شابا يافعا وتوفي عام 430 ميلادية أو بعدها بقليل فتكون مدة حكمه قرابة الخمسين عاما. كان ملكا قويا ولذلك كثر ذكره ولم تنساه الذاكرة العربية فقد ذكر الطبري أنه وصل الصين وهي مبالغة بلا شك ولكنها انعكاس للأثر الذي تركه. توفي الكامل وتولى الحكم بعده ملوك اختلف الباحثون في ترتيبهم وذكرهم بعض أهل الأخبار.
اكتشف نص في 450 ميلادية يشير إلى تصدع كبير أصاب سد مأرب مما جعل الملك يستعين بعشرين ألف عامل لقص الأحجار من الجبال وبناء أبواب ومنافذ جديدة لخروج الماء وصرف معاشات للعمال. وكان لذلك أثر سئ على كثير من القبائل التي تركت مواطنها خوفا من الموت. هناك اختلافات بين الباحثين في ترتيب وأعداد الملوك إلا أن الإجماع أن سقوط حمير كان بمقتل يوسف أسأر عام 525 ميلادية.

### احتلال أبرهة الحبشي

نقش في تهامة جنوب غرب شبة الجزيرة العربية يعود إلى القرن السادس الميلادي، يوثق غزوة ابرهة الحبشي وأصحاب الفيل، قاصدين مكة لهدم الكعبة.

في عام 340 م احتل الأحباش بلاد اليمن الواقعة في الجزء الجنوبي الغربي من إقليم اليمن لمدة ثلاثة عقود ثم عادوا لاحتلالها مرة أخرى بقيادة أبرهة الحبشي في عام 525 بعد أن أسقطوا حكم العرب الممثل في مملكة حمير، في العام 516، استعرت الفوضى السياسية في مملكة حمير وسقطت نهائياً عام 525 ـ 527. بررت بيزنطة تدخلها بدعم الملك كالب ملك مملكة أكسوم بسبب المجازر التي ارتكبها يوسف أسأر بحق المسيحيين في نجران والمخا وظفار يريم ولكن يوجد عدة تأويلات لأهداف احتلال البيزنطيين لبلاد اليمن إحداها هو إعادة السيطرة على الطرق التجارية، والقضاء على منافسيه الفرس ، والأخر هو أن البيزنطيين أرادوا وحدة سياسية مستقرة في بلاد الحميريين ضد الإمبراطورية الفارسية ولم يكن المسيحيين في نجران بالبراءة التي صورتها بعض المصادر، بل كانوا يريدون إبادة اليهود من اليمن بدلالة إحراقهم عدداً من المعابد اليهودية فجهود التنصير التي بذلتها بيزنطة من القرن الرابع الميلادي كانت لهذا الهدف.
فور مقتل يوسف أسأر اليهودي تم تعيين حميري مسيحي يدعى شميفع أشوع كحاكم على البلاد وإعادة إعمار كل الكنائس التي هدمها يهود اليمن وحلفاؤهم في ظفار يريم ونجران والمخا وبناء ثلاث كنائس جديدة في نجران وحدها غادر معظم الجيش الأكسومي ـ البيزنطي اليمن ولكن بعض أفراده رفضوا الرحيل لإن «أرض الحميريين جيدة جداً» وفقا للمؤرخ البيزنطي بروكبيوس وأحد هولاء كان أبرهة. قُتل شميفع أشوع من قبل أبرهة واللافت للنظر هو أن أبرهة قدم نفسه كملك حِميَّري وأعاد استخدام اللقب الملكي للحِميَّريين وهو «ملك سبأ وذو ريدان وحضرموت ويمنت وأعرابهم في المرتفعات والتهائم»  من المؤكد أنه لم يكن حميريا على الإطلاق بل من مملكة أكسوم في إثيوبيا حالياً، كان أبرهة متعصب للمسيحية المصادر مختلفة حول تصويرها لأبرهة الحبشي، ففي المصادر العربية هو شخص سيء وحارب الله بمحاولته هدم الكعبة واحتلاله لأراضي عربية، وفي بعض المصادر المسيحية ترسم صورة سيئة عنه، وبعض المصادر المسيحية الأخرى تصفه بأنه كان «مسيحيا حقا يخاف الرب»

### حضارة مجان
تشير الدراسات التاريخية إلى الصلات العديدة بين حضارة (مجان) وحضارة الشرق القديمة في الصين والهند وبلاد مابين النهرين فضلا عن الصلات مع حضارات شرق البحر المتوسط ووادي النيل وشمال أفريقيا.
وتؤكد الحفريات التي أجريت في ولاية صحار إن صناعة تعدين وصهر النحاس كانت من الصناعات الرئيسية في عمان قبل الميلاد بألفي عام.
ويبدو من المؤكد إن دولة مجان التي ورد ذكرها في صحف السومرين هي ذاتها ارض عمان. كما إن مادة اللبان المعروفة حاليا في عمان والذي اعتادت ملكة سبأ إن تقدمه لسليمان علية السلام كان ينتج في محافظة ظفار. ومنذ القدم نشأت في عمان مجتمعات مستقرة احترفت التجارة والزراعة وصيد الأسماك، يرجع بعض المؤرخين نشأتها إلى الالف الرابع قبل الميلاد.
وتذكر روايات التاريخ إن اثنتين من القبائل العربية قد نزحتا إلى عمان في القرن الثاني قبل الميلاد، تعرف أحداها باليمنيين وهم الذين قدموا إليها مباشرة من جنوب غرب الجزيرة العربية والأخرى قبيلة نزار التي جاءت من نجد.
وعندما انهار سد مأرب عام 120 ميلادية تكاثرت هجرات القبائل العربية إلى عمان وكانت أولى الهجرات هي هجرة قبيلة الازد بقيادة مالك بن فهم الازدي.
وقد شكلت عمان على امتداد التاريخ مركزاً حضارياً نشطاً تفاعل منذ القدم مع مراكز الحضارة في العالم القديم. وكانت واحدة من المراكز الحيوية على طريق الحرير بين الشرق والغرب، حيث كانت من أكثر المراكز التجارية ازدهاره في المحيط الهندي حتى النصف الثاني من القرن التاسع عشر.
تتكون كلمة “مجان” من الكلمة السومرية Ma” ” بمعنى ميناء أو أرض السفن، وذلك بسبب شهرة أهلها في صناعة وركوب السفن، وهناك نصّ يرجع إلى أحد ملوك أوروبا اسمه “دونجي “حوالي عام (2450 ق.م) يتحدث عن صناعة السفن في “مجان” باعتبارها حضارة ذات امتداد جغرافي كبير مما يؤكد حتمية السمة الساحلية في جانب من هذه الحضارة العريقة، كما وصفت النصوص المسمارية “مجان” بجبل “النحاس، والإشارة إلى مجان على أنها جبل النحاس تأسيساً على شهرة أهل مجان آنذاك (وعُمان اليوم) باستخراج وصناعة النحاس كواحدة ضمن الثروات القومية للبلاد.
كانت مجان “عُمان” تمتلك، خلال القرن الثالث قبل الميلاد، “ثاني أكبر أسطول بحري بعد قرطبة وطيرة، وكان أسطولها العربي هو الوسيلة الوحيدة لنقل حضارة مينا وبابل وسوسة إلى الهند”، ولذلك شكلت البحرية العمانية منذ القدم العمود الفقري للحياة الاقتصادية في حضارة مجان التاريخية التي كانت متخصصة في صيد الأسماك والنقل والتجارة الداخلية والخارجية والصناعة.

### عُمان

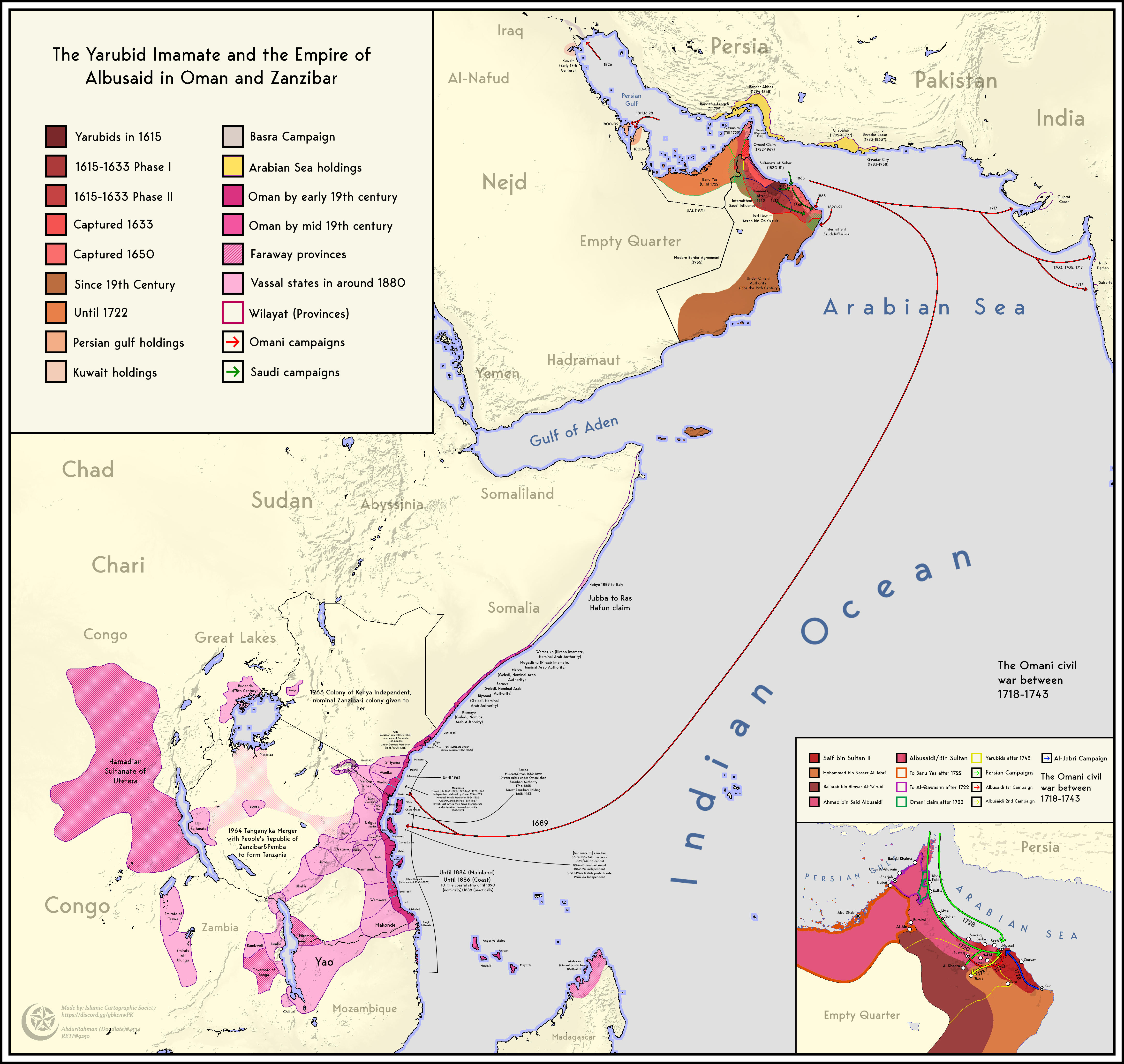
دولة اليعاربة في أوج إتساعها.

#### بنو نبهان
حكم بنو تبهان عمان من (549 هـ - 1034 هـ) / (1154 - 1624م).

#### اليعاربة
دولة عربية أسست على يد ناصر بن مرشد اليعربي وذلك بعد سقوط دولة بني نبهان عام (1033 هـ
/ 1624م) شملت سلطنة عمان ووسيطرت على أجزاء من الخليج منها مايعرف الآن بدولة الإمارات العربية المتحدة ودولة قطر وامتدت لتشمل شرق أفريقيا، وجزء من فارس وعاصمتها ولاية الرستاق، استمرت حتى عام (1154 هـ / 1741م)

### الدولة الرسولية

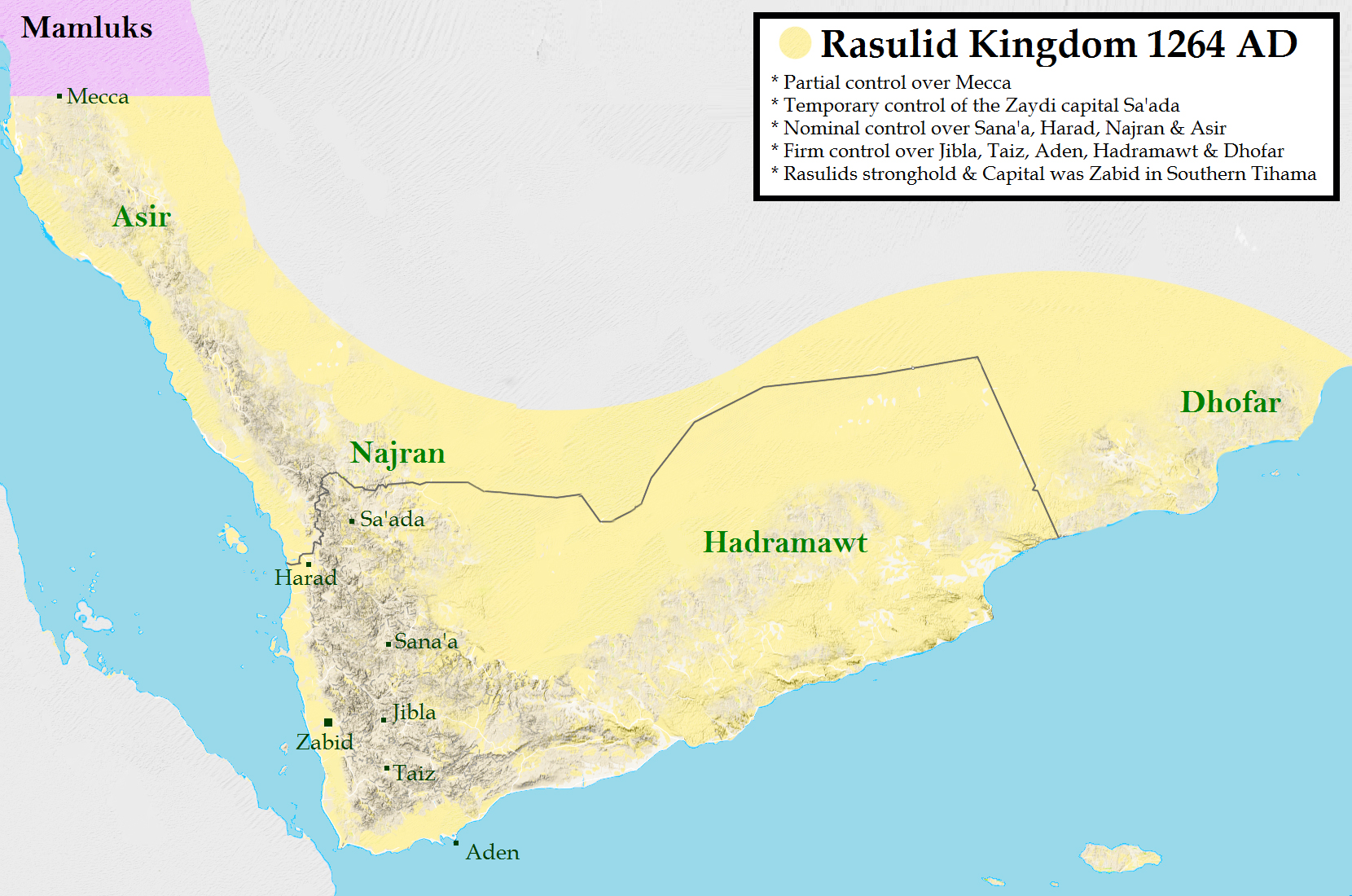
الدولة الرسولية حوالي عام 1264.

كانت سلالة مسلمة حكمت الجزء الجنوبي الغربي من بلاد اليمن في الفترة (626 – 858 هـ / 1229 – 1454 م)، أسسها عمر بن رسول  وأعلن استقلالها عن الأيوبيون في مصر، وأعلن نفسه ملكاً مستقلا بتلقبه بلقب «الملك المنصور».
يعتبر «العصر الرسولي» واحد من أزهى الفترات في بلاد اليمن، فقد أقروا الحرية المذهبية والدينية،  حتى الرحالة ماركو بولو أشاد باليمن خلال هذه الفترة ونشاطها التجاري والعمراني وكثرة القلاع والحصون بالبلاد،  فكان عهد دولة الرسوليين من أفضل العصور التي مرت على اليمن بعد الإسلام،  تم بناء قلعة القاهرة بتعز وجامع ومدرسة المظفر في عصرهم ولعدد من ملوكهم مؤلفات في الطب والصناعة واللغة. 

### الدولة الطاهرية

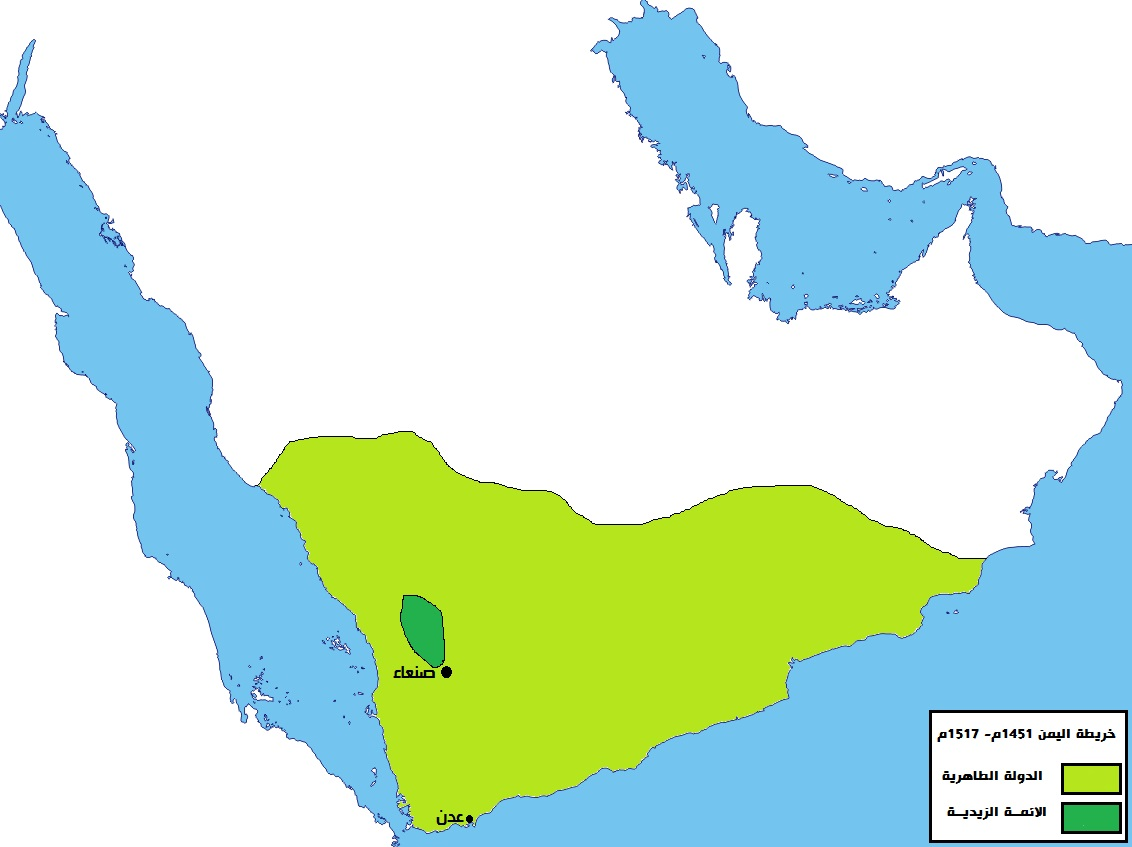
الدولة الطاهرية في أقصى اتساع لها.

هي دولة أسسها الأمير عامر بن طاهر الذرحاني اليافعي واستمرت في الفترة (855 - 946 هـ/ 1454- 1539 م) في مناطق نفوذ الدولة الرسولية بعد اندثارها، واتخذ من حصن المقرانة قرب بلاده جبن كعاصمة لها. وسيطرت علئ معظم مناطق اليمن باستثناء مناطق الجبال الشمالية في صنعاء التي كان الأئمة الزيديون يتنافسون عليها، وامتد نفوذ الطاهريون لظفار وأقصى الشحر وأطراف تهامة الجنوبية، لم يتمكن الطاهريون من فرض سيطرتهم على شمال اليمن التي كانت تحت سيطرة الأئمة الزيدية، ولم يتكمن الطاهريون من فرض سيطرتهم على صنعاء إلا في أواخر مراحل حكمهم.

### الدولة القاسمية

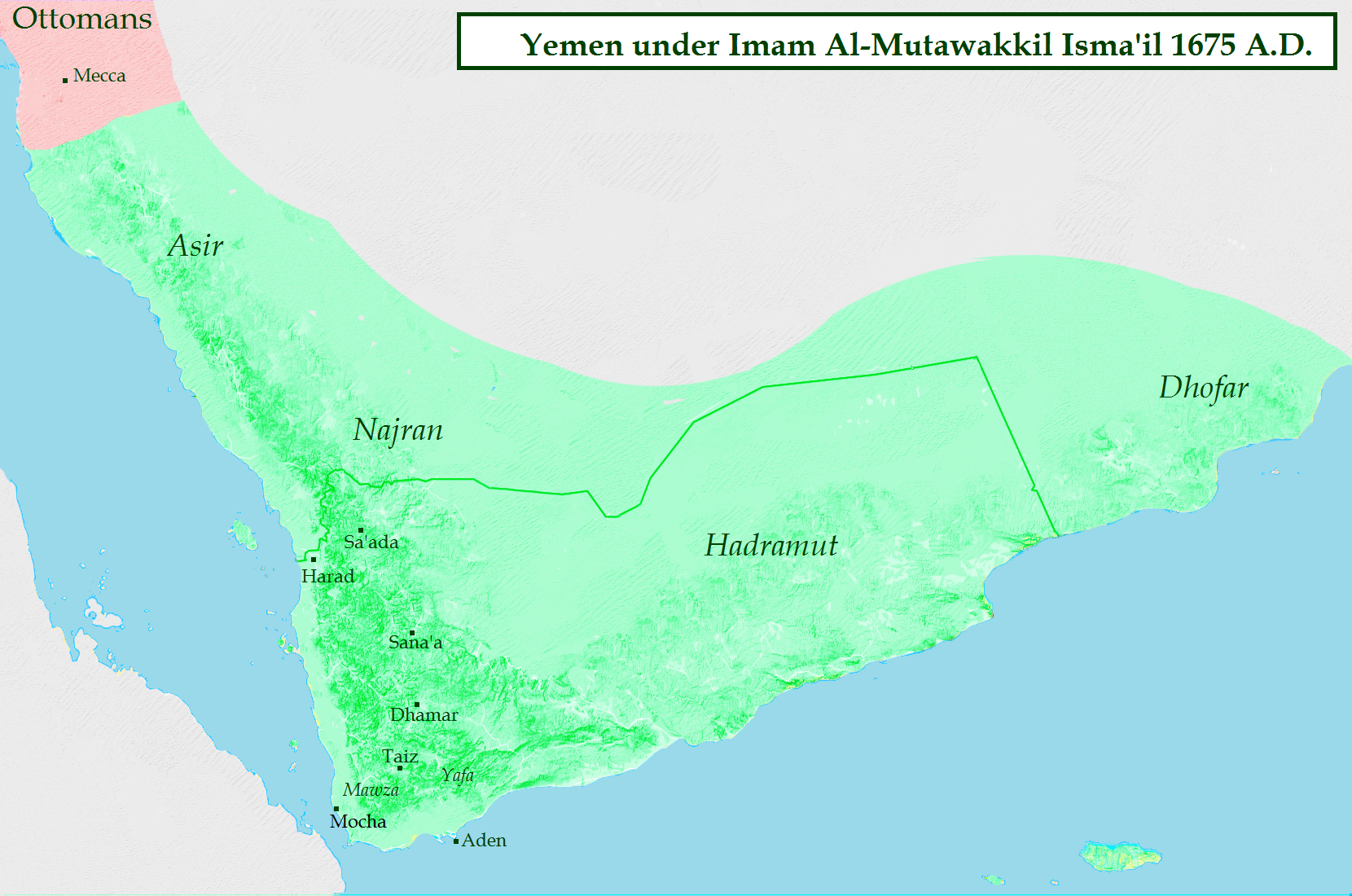
الدولة القاسمية في ظل حكم المتوكل إسماعيل عام 1675.

كانت دولة مستقلة يحكمها الأئمة الزيديون في اليمن الكبير، والتي أسسها المنصور القاسم عام 1597 وشملت جزءًا كبيرًا من إيالة اليمن عام 1628 قبل أن يُطرد العثمانيون بالكامل بحلول عام 1638. استمرت الدولة الزيدية في الوجود في القرنين الثامن عشر والتاسع عشر، لكنها انقسمت تدريجياً إلى دول صغيرة منفصلة. ومن أبرز تلك الدول سلطنة لحج. تم إخضاع معظم هذه الدول (باستثناء لحج) من قبل العثمانيين في إيالة اليمن عام 1849.